# Louise Koré
Louise Koré (née le 1er janvier 1961) est une athlète ivoirienne.

## Biographie
Aux championnats d'Afrique d'athlétisme 1985 au Caire, elle fait partie du relais 4 x 100 mètres ivoirien remportant la médaille de bronze. Elle remporte ensuite la médaille d'argent du 4 x 100 mètres et du relais 4 x 400 mètres aux championnats d'Afrique d'athlétisme 1988 à Annaba. Elle est ensuite médaillée de bronze du relais 4 x 400 mètres aux Jeux de la Francophonie 1989 à Casablanca.
Elle est également championne de Côte d'Ivoire du 200 mètres en 1985 et 1986 et du 400 mètres en 1983, 1986 et 1987.

### Palmarès
| Date | Compétition             | Lieu       | Résultat | Épreuve   | Performance   |
| ---- | ----------------------- | ---------- | -------- | --------- | ------------- |
| 1985 | Championnats d'Afrique  | Le Caire   | 3e       | 4 x 100 m | 46 s 98       |
| 1988 | Championnats d'Afrique  | Annaba     | 2e       | 4 x 100 m | 45 s 59       |
| 1988 | Championnats d'Afrique  | Annaba     | 2e       | 4 x 400 m | 3 min 38 s 30 |
| 1989 | Jeux de la Francophonie | Casablanca | 3e       | 4 x 400 m | 3 min 37 s 58 |